# Athylia nobilis
Athylia nobilis là một loài bọ cánh cứng trong họ Cerambycidae.